# 悲田院
悲田院（ひでんいん）は、仏教の慈悲の思想に基づき、貧しい人や孤児を救うために作られた施設。

## 沿革
聖徳太子が隋にならい、大阪の四天王寺に四箇院の一つとして建てられたのが日本での最初とする伝承があり、敬老の日の由来の俗説の一つである（四箇院とは悲田院に敬田院・施薬院・療病院を合せたものである）。
中国では唐代に設置されたものが、日本同様に社会福祉のはしりとして紹介される場合がある（収容型施設のはしりであることには間違いない）。
日本では養老7年（723年）、皇太子妃時代の光明皇后が興福寺に施薬院と悲田院を設置したとの記録があり（『扶桑略記』同年条）、これが記録上最古のものである。なお、興福寺の施薬院・悲田院と、光明皇后の皇后宮職に設置された施薬院・悲田院とを同一の施設とみる説と、両者は別個に設置されたものとみる説とがある。また、奈良時代には鑑真により興福寺にも設立された。
平安時代には、平安京の東西二カ所に増設され、同じく光明皇后によって設立された施薬院の別院となってその管理下におかれた。
鎌倉時代には忍性が各地に開設し、以降、中世非人の拠点の一つとなった。
現在は京都市東山区の泉涌寺の塔頭の一つとして悲田院があり、これは平安京の悲田院の後身と伝えられる。また、上述の四天王寺のある大阪市天王寺区の南端に位置する悲田院町（JR・地下鉄天王寺駅近辺）など、地名として残っているところもある。